# Кам'януватка (Вознесенський район)
Кам'янува́тка (Кам'янувата) —  село в Україні, у Братській селищній громаді Вознесенського району Миколаївської області. Населення становить 389 осіб.

## Населення
Згідно з переписом УРСР 1989 року чисельність наявного населення села становила 421 особа, з яких 190 чоловіків та 231 жінка.
За переписом населення України 2001 року в селі мешкало 390 осіб.

### Мова
Розподіл населення за рідною мовою за даними перепису 2001 року:
| Мова       | Чисельність | Відсоток |
| ---------- | ----------- | -------- |
| українська | 365         | 93,83%   |
| румунська  | 17          | 4,37%    |
| російська  | 4           | 1,03%    |
| вірменська | 3           | 0,77%    |
| Усього     | 389         | 100%     |